# Idaea oenopararia
Idaea oenopararia är en fjärilsart som beskrevs av Rudolf Püngeler 1913. Idaea oenopararia ingår i släktet Idaea och familjen mätare. Inga underarter finns listade i Catalogue of Life.